# Max Frost and The Troopers
Max Frost and The Troopers fue un grupo de rock estadounidense de ficción, creado explícitamente para la controversial película de exploitation Wild in the Streets (conocida en España y parte de Hispanoamérica como El Presidente), estrenada en mayo de 1968.
El mencionado filme presenta al actor Christopher Jones haciendo la mímica de la interpretación de todas las canciones, en su papel del altamente influyente cantante de rock, Max Frost. Jones incluso filmó un video promocional del sencillo ”Shape of Things To Come”, como si fuera con su propia voz .
Los temas son interpretados ficticiamente por Frost y su banda, un grupo que curiosamente, nunca es mencionado formalmente por su nombre en la película. A pesar de ello, fue denominada como Max Frost and the Troopers en el álbum y sencillos subsiguientes. El nombre de la banda "Troopers" está basado en el término “troops” ("tropas"), la designación que Frost usaba en el filme para referirse a sus amigos y seguidores.
Para llevarlo a cabo en la realidad, se contrató a un reconocido equipo de estudio para que produjera el soundtrack de Wild in the Streets con temas relacionados directamente a la temática del filme. La producción fue encabezada por la pareja de Cynthia Weil y Barry Mann, y como compositor Lee Baxter. Sin embargo, las canciones fueron originalmente acreditadas a Max Frost and the Troopers, pero denominados como The 13th Power.
Debido al éxito comercial en el país con el sencillo "Shape of Things To Come", el trabajo fue encargado a la casa discográfica Tower Records para su grabación y distribución en 1968, para ser lanzado como el álbum del mismo nombre.
Los verdaderos músicos que tocaron en el álbum nunca se atribuyeron oficialmente con sus verdaderos nombres, aunque se cree que pertenecían a la banda de Davie Allan and The Arrows (quienes también grabaron "Shapes of Things to Come" sin letras), con la voz principal de un prácticamente desconocido cantante, Paul Wibier (quien también trabajó en la composición de la mayoría de las canciones del disco).
La música se caracteriza por ser un rock de alta energía, con toques psicodélicos muy populares entre la juventud de finales de los 60´s.
El soundtrack fue producido por Harley Hatcher y Eddie Beram para Mike Curb Productions. Su primer sencillo fue grabado con una subsidiaria de Tower de Mike Curb, llamada Sidewalk Records. Los sencillos subsiguientes fueron tomados de su propio álbum.
El último sencillo, "Sittin' In Circles", fue interpretado en el filme Three in the Attic, por Davie Allan and the Arrows, en ese mismo año y protagonizada de igual forma por Cristopher Jones. El lado B de ese sencillo, "Paxton Quigley's Had The Course", fue una composición del dúo británico de folk rock Chad & Jeremy.
La banda sonora de la película de 1968, The Glory Stompers, protagonoizada por Dennis Hopper, contiene dos canciones adicionales acreditadas a Max Frost and the Troopers: "There's A Party Going On" (el cual fue su primer sencillo) y "You Might Want Me Baby".
Meses más tarde, el disco fue lanzado como "Max Frost and the Troopers: Original Motion Picture Soundtrack" que contiene los mismos sencillos del LP original Shape of Things to Come. También incorpora cuatro canciones nuevas, "Wild in the Streets" junto con "Listen to Music", "Love to Be Yor Man", y "Fourteen or Fight". Estos temas del soundtrack nunca se editaron en la versión moderna en CD del disco.

## Protagonistas
Aparte del líder y vocalista, Max Jacob Flatow Jr, alias "Max Ftost" (Cristopher Jones, n. 1941-2014†), la banda juvenil The Troopers incluía al genio estudiante de leyes, Billy Cage (Kevin Coughlin, 1945-1976†) en la guitarra principal, la ex-niña actriz Sally LeRoy (Diane Varsi, 1938–1992†) en los teclados, Abraham Salteen (Larry Bishop, 1948) en el bajo y trompeta, y al antropólogo Stanley X (Richard Pryor, 1940-2005†) en la batería.

## Discografía

### Sencillos
- "There Is a Party Going On" / "Stomper's Ride": Sidewalk 938 (1968)
- "Shape of Things to Come" / "Free Lovin'": Tower 419 (1968)
- "Fifty Two Per Cent" / "Max Frost Theme": Tower 452 (1968)
- "Sittin' in Circles" / "Paxton Quigley's Had the Course": Tower 478 (1969)

### Álbumes
- Shape of Things to Come: Tower ST-5147 (1968)

### Compilaciones
- "Shape of Things to Come" fue incluido en 1998 en el tomo 4 del CD box set Nuggets: Original Artyfacts from the First Psychedelic Era, 1965-1968.
- "Lonely Man" también aparece en el recopilatorio Turds on a Bum Ride.

### Otros usos
- A inicios de 2005, la canción "Shape of Things to Come" fue usada como tema del comercial para televisión para una cadena de tiendas por departamentos de Target Corporation.
- "Shape of Things to Come" fue el tema del show humorístico mexicano “Ensalada de Locos”, entre 1970 y 1971.